# Acht Polonaisen
Acht Polonaisen op. III für Klavier zu 4 Händen ist ein spät aufgefundenes Klavierwerk von Robert Schumann, dessen Entstehung auf 1828 datiert wird. Es zählt zum Jugendwerk des Musikers.
Karl Geiringer, damals Kustos der Sammlungen der Wiener Gesellschaft der Musikfreunde, entdeckte das Manuskript von Schumanns eigener Hand 1933. Es enthielt gemäß seiner Überschrift „Acht Polonaisen“ für Klavier zu vier Händen. Von Schumann ist bekannt, dass er große Freude am vierhändigen Klavierspiel hatte, dennoch schrieb er nur eine sehr begrenzte Anzahl an Klavierwerken zu vier Händen, was die besondere Bedeutung des Fundes ausmachte. Es wurde im Jahr des Auffindens mit einer gesprochenen Einführung des Herausgebers im Deutschlandsender uraufgeführt.
Die Polonaisen folgen dem Vorbild Franz Schuberts, übertreffen es aber „an harmonischer Kühnheit und klanglicher Raffinesse“. Auch sei in dem Werk der junge Komponist bereits auf dem Weg zu einem eigenen Stil zu erkennen. Schumann war bei der Komposition achtzehn Jahre alt.  

## Einzelbelege
1. ↑  Ute Jung-Kaiser, Matthias Kruse: Schumanns Albumblätter; Georg Olms Verlag, 2006, S. 129
2. ↑  Vossische Zeitung, Ausgabe vom 28. Februar 1933, S. 3
3. ↑  Robert Schumann (1810–1856): Werke für Klavier zu vier Händen Band 2, Nach dem Urtext der neuen Schumann-Gesamtausgabe, herausgegeben von Joachim Draheim; ISBN 978-3-85055-660-6